# Радзивилл, Альбрехт (1717)
Князь Альбрехт Радзивилл (25 марта 1717, Дятлово — 1790, Глуск) — государственный деятель Великого княжества Литовского, староста речицкий (1734—1773), генерал-майор литовских войск (с 1755 года).
Владел Крожами в Жемайтии, Глуском и Хальчем в Речицком повете.

## Биография
Представитель несвижской линии богатейшего и знатнейшего литовского магнатского рода Радзивиллов герба Трубы. Второй сын воеводы новогрудского Николая Фаустина Радзивилла (1688—1746) и Барбары Завиши (1690—1770). Братья — Удальрик Криштоф, Ежи и Станислав Радзивиллы.
В 1733 году после смерти короля Речи Посполитой Августа Сильного Альбрехт Радзивилл с отцом и братьями выступал за избрание на польский престол саксонского курфюрста Августа III Веттина.
В 1734 году получил во владение Речицкое староство. В 1736 году Альбрехт Радзивилл был избран послом на пацификационный сейм, где признал избрание Августа Веттина на польский королевский престол.
В 1750 году был избран маршалком Трибунала Великого княжества Литовского.
С 1754 года — полковник гусарской хоругви королевича Фридриха Кристиана, старшего сына Августа III.
В 1763 году в период бескоролевья староста Речицкий Альбрехт Радзивилл был противником магнатской партии Чарторыйских. Выступал против избрания на польский престол Станислава Августа Понятовского.
В 1768 году присоединился к Барской конфедерации и был одним из кандидатов на должность маршалка конфедерации в Великом княжестве Литовском.
В 1770 году Альбрехт Радзивилл был избран маршалком Барской конфедерации в Речицком повете. Член Генерального совета Барской конфедерации. В 1771 году разработал специальный план, по условиям которого Барская конфедерация должна была распространиться на всю современную Беларусь. После захвата главных замков ВКЛ, литовские войска должны были собраться в Бобруйске и оттуда выступить маршем на Польшу.
После поражения Барской конфедерации в 1772 году Альбрехт Радзивилл выехал в Силезию, а оттуда в Италию.
В 1777 году вернулся на родину и примирился с польским королём Станиславом Августом Понятовским.

## Награды
- Орден Святого Александра Невского (21.03.1757).

## Семья
30 ноября 1747 года женился на Анне Кунегунде Халецкой (1723—1765). Дети:
- Алоиза Радзивилл (род. 1749), жена с 1767 года стражника великого литовского Юзефа Юдицкого
- Мария Александра Радзивилл (род. 1753), 1-й муж с 1773 года стражник великий литовский Леонард Поцей (ум. 1774), 2-й муж секретарь великий коронный Антоний Грановский
- Доминик Радзивилл (1754—1798), староста кнышинский
- Барбара Радзивилл (род. 1755), жена князя Михаила Пузыны